# 梅森·芒特
梅森·東尼·芒特（英語：Mason Tony Mount；1999年1月10日—）是一位英格蘭職業足球員，司職正中場，目前效力於英超俱樂部曼聯，他也代表英格蘭足球代表隊參加國際比賽。

## 俱樂部生涯

### 車路士
2019年7月15日，芒特回歸切爾西，並與切爾西簽了5年合約。曼治於19-20球季起獲得了上季外借效力的打比郡，新任車路士主帥法蘭克·蘭帕德的重用，並於英超首輪作客曼聯的賽事上完成代表車路士的英超首戰，該場比賽中車路士以0-4大敗於曼聯。
2019年8月19日曼治於對陣主場迎戰李斯特城的賽事中射入個人英超首球。19/20球季收穫6入球5助攻，被視為車路士未來重要的核心球員。
2020年9月29日，曼治在聯賽盃球隊對上热刺的客場比賽中點球大戰罰失，球隊止步十六強。
2021年5月5日，2020–21賽季歐冠芒特於四強賽第二回合進球，是幫助球隊前進歐冠決賽的功臣之一。
2021年5月29日，2021年歐洲冠軍聯賽決賽中，凯·哈弗茨於第42分鐘踢進致勝一球，交出助攻的芒特是幫助球隊奪得歐冠的功臣之一。
2022年4月20日，車路士在英超主場對陣阿仙奴的比賽中，芒特正選上陣並貢獻一個助攻。這是他個人在英超上陣的第一百場，合共取得23個入球及19個助攻，這場比賽車路士以2:4見負。
2022年5月14日，曼治在英格蘭足總盃球隊對上利物浦的比賽中點球大戰罰失，球隊屈居亞軍。

### 曼聯
2023年7月5日，曼治轉會至曼聯 ，轉會費據報為5500萬鎊，另加500萬鎊浮動條款，合共6000萬鎊，並且穿上曼聯的傳奇7號球衣。曼聯於季尾贏得英格蘭足總盃冠軍。

## 國家隊生涯
2018年10月，芒特首次獲得英格蘭徵召對陣克羅地亞以及西班牙的歐洲足協國家聯賽比賽。
2019年9月7日，英格蘭對陣保加利亞的2020年歐洲國家盃資格賽的比賽中，於第73分鐘芒特替補上場，這是他首次代表英格蘭成人國家隊上場。同年11月17日，作客對陣科索沃的2020年歐洲國家盃資格賽中，芒特攻入他第一顆代表英格蘭成人國家隊的進球，該場比賽英格蘭也以4:0大勝。
2021年6月，芒特入選英格蘭足球代表隊參加2020年歐洲國家盃。並在2020年歐洲國家盃決賽中先發上場，而英格蘭最後於點球大戰中以2:3不敵義大利，以亞軍坐收。但本次賽事已創下英格蘭隊史在歐洲國家盃最佳成績。

## 生涯數據

### 俱樂部
最後更新：2021年5月29日
| 俱樂部        | 賽季     | 聯賽     | 聯賽 | 聯賽 | 國家盃賽 | 國家盃賽 | 聯賽盃賽 | 聯賽盃賽 | 歐戰 | 歐戰 | 其他 | 其他 | 總計 | 總計 |
| 俱樂部        | 賽季     | 層級     | 出賽 | 進球 | 出賽     | 進球     | 出賽     | 進球     | 出賽 | 進球 | 出賽 | 進球 | 出賽 | 進球 |
| ------------- | -------- | -------- | ---- | ---- | -------- | -------- | -------- | -------- | ---- | ---- | ---- | ---- | ---- | ---- |
| 切爾西青年隊  | 2016–17  | —        | —    | —    | —        | —        | —        | —        | —    | —    | 3    | 0    | 3    | 0    |
| 維特斯 (租借) | 2017–18  | 荷甲     | 29   | 9    | 1        | 0        | —        | —        | 6    | 0    | 3    | 5    | 39   | 14   |
| 打比郡 (租借) | 2018–19  | 英冠     | 35   | 8    | 2        | 0        | 4        | 2        | —    | —    | 3    | 1    | 44   | 11   |
| 切爾西        | 2019–20  | 英超     | 37   | 7    | 6        | 1        | 1        | 0        | 8    | 0    | 1    | 0    | 53   | 8    |
| 切爾西        | 2020–21  | 英超     | 36   | 6    | 5        | 1        | 2        | 0        | 11   | 2    | —    | —    | 54   | 9    |
| 切爾西        | 總計     | 總計     | 73   | 13   | 11       | 2        | 3        | 0        | 19   | 2    | 1    | 0    | 107  | 17   |
| 生涯總計      | 生涯總計 | 生涯總計 | 137  | 30   | 14       | 2        | 7        | 2        | 25   | 2    | 10   | 6    | 193  | 42   |

1. ↑  包含荷蘭盃, 英格蘭足總盃
2. ↑  包含 英格蘭足球聯賽盃
3. ↑  於英格蘭足球聯賽錦標賽出賽
4. ↑  於歐足聯歐洲聯賽出賽
5. ↑  於荷甲歐戰附加賽出賽
6. ↑  於英冠附加賽（英语：EFL Championship play-offs）出賽
7. 1 2  於歐洲冠軍聯賽出賽
8. ↑  於歐洲超級盃出賽

### 國家隊
最後更新：2022年12月11日
| 國家隊 | 年分 | 出賽 | 進球 |
| ------ | ---- | ---- | ---- |
| 英格蘭 | 2019 | 6    | 1    |
| 英格蘭 | 2020 | 7    | 2    |
| 英格蘭 | 2021 | 13   | 1    |
| 英格蘭 | 2022 | 10   | 1    |
| 總計   | 總計 | 36   | 5    |

### 國家隊進球
| # | 日期           | 場館                                                           | 場次 | 對手       | 進球 | 賽果 | 賽事                        | 參考來源 |
| - | -------------- | -------------------------------------------------------------- | ---- | ---------- | ---- | ---- | --------------------------- | -------- |
| 1 | 2019年11月17日 | 科索沃，普利斯提納 · 法蒂尔·沃柯里球场（Fadil Vokrri Stadium） | 6    | 科索沃     | 4–0  | 4–0  | 2020年歐洲國家盃資格賽      | [ 28 ]   |
| 2 | 2020年10月11日 | 英格兰，倫敦 · 温布利球場（Wembley Stadium）                   | 9    | 比利时     | 2–1  | 2–1  | 2020–21年歐洲國家聯賽A      | [ 29 ]   |
| 3 | 2020年11月18日 | 英格兰，倫敦 · 温布利球場（Wembley Stadium）                   | 13   | 冰島       | 2–0  | 4–0  | 2020–21年歐洲國家聯賽A      | [ 30 ]   |
| 4 | 2021年3月28日  | 阿尔巴尼亚，地拉那 · 科姆伯塔雷競技場（Arena Kombëtare）       | 15   | 阿尔巴尼亚 | 2–0  | 2–0  | 2022年世界盃資格賽          | [ 31 ]   |
| 5 | 2022年9月27日  | 英格兰，倫敦 · 温布利球場（Wembley Stadium）                   | 32   | 德国       | 2–2  | 3–3  | 2022–23年歐洲國家聯賽小組賽 |          |

## 榮譽

### 國家隊
英格蘭U19
- 歐洲U-19足球錦標賽冠軍：2017[32]

 英格蘭隊
- 歐洲國家盃亞軍：2020年[33]

### 俱樂部
切爾西
- 英格蘭足總青年盃冠軍：2015–16（英语：2015–16 FA Youth Cup）[34]、2016–17（英语：2016–17 FA Youth Cup）[35]
- 歐洲青年聯賽冠軍：2015-16[36]
- 英格蘭足總盃亞軍：2019–20（英语：2019–20 FA Cup）[37]、2020–21[38]、2021–22[39]
- 欧洲冠军联赛冠軍：2020–21[12][13]
- 歐洲超級盃冠軍：2021年[40]
- 国际足联俱乐部世界杯冠軍：2021年

曼聯
- 英格蘭足總盃冠軍 : 2023–24[41]

### 個人
- 歐洲U-19足球錦標賽黃金球員：2017[42]
- 維特斯年度最佳球員：2017–18（英语：2017–18 SBV Vitesse season）[43]
- 切爾西年度最佳球員：2020–21[44]
- 歐洲冠軍聯賽年度最佳陣容：2020–21[45]

## 外部連結
- Soccerway資料庫：梅森·芒特